# Cigaritis pinheyi
Cigaritis pinheyi is een vlinder uit de familie van de Lycaenidae. De wetenschappelijke naam van de soort is voor het eerst gepubliceerd in 1983 door Alan Heath.
De soort komt voor in Zambia.